# Vandales (livre)
Pour les articles homonymes, voir Vandale.
Vandales est le onzième tome de la série pour jeunesse CHERUB, écrit par Robert Muchamore. Il est paru en 2010.

## Objectif de la mission
La première partie, au début de ce tome, est centrée sur Dante Scott, le fils d'un membre des Vandales M.C., un gang de bikers, qui voit sa famille massacrée par le chef des Vandales surnommé le Führer. Dante et sa petite sœur Holly sont les seuls survivants, et l'influence du meurtrier est telle que malgré la protection policière et l'hébergement dans une famille Scott réchappe de peu à un attentat. Seule solution : tous deux sont recrutés par CHERUB, après qu'il est avéré que le témoignage de Scott ne suffira pas à inculper l'assassin. Lors de son admission à CHERUB, il fait la connaissance de Lauren Adams, pendant que James effectue son stage de cent jours.
Quelques années plus tard, Dante reçoit enfin l'occasion d'assouvir sa vengeance : accompagné de James et Lauren Adams, il a pour mission d'infiltrer le gang et essayer d'envoyer le Führer en prison. Mais celui-ci, homme d'une extrême violence, déjoue une tentative d'infiltration de son gang. Le club, enrichi par des opérations immobilières très rentables, dirige un ensemble touristique, ce qui permet à James d'être embauché dans divers petits boulots et d'approcher des membres influents.

## Éditions
Le titre anglais, Brigands M.C. mentionne que les "vandales" en question est un "Motorcycle Club", contrairement au titre français plus vague. Le titre allemand, Die Rache met en avant la vengeance de Dante.